# Satyrus minutior
Satyrus minutior är en fjärilsart som beskrevs av Ruggero Verity 1953. Satyrus minutior ingår i släktet Satyrus och familjen praktfjärilar. Inga underarter finns listade.